# Os (identitat)

Bandera de l'orgull de l'os, creada per Craig Byrnes en 1995

Un os és, en la cultura LGTB, un home pelut, barbut, gros o en alguns casos, també gras i que projecta una imatge de masculinitat ruda. Els ossos són una de les diferents comunitats LGTBI amb els seus propis esdeveniments, codis i identitat cultural pròpia. Durant els anys 70, a San Francisco, el terme es feia servir per a qualsevol home pelut, però a poc a poc això anà canviant i passà a referir-se només als homes grossos. Per altra banda,en la cultura anglosaxona també sorgiren termes específics per a altres tipus d'homes, com slim (prim en anglès), cub (cadell en anglès, en aquest cas referit a un os jove), o bé wolf (llop en anglès, referit a un home pelut d'estatura mitjana). La paraula manatí descriu a un home gran però sense pèl.

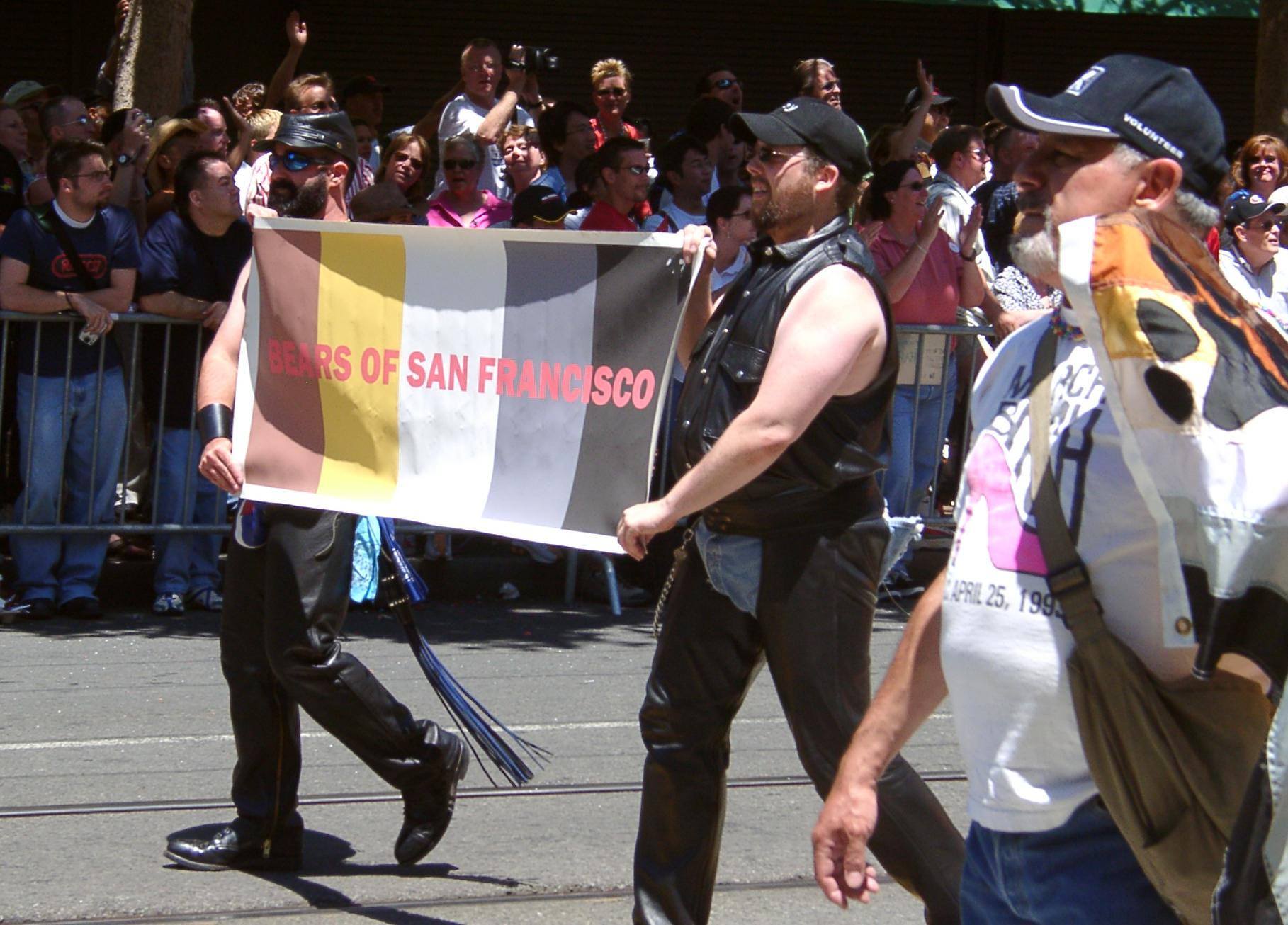
Ossos desfilant a San Francisco el dia de l'Orgull de 2004.

El terme «os» fou popularitzat per Richard Bugler qui, juntament amb el seu company Chris Nelson (1960-2006) fundà la revista Bear Magazine en 1987. George Mazzei escrigué un article a The Advocate en 1979 titulat «Qui és qui al zoo?» on caracteritzava els homes gais en set tipus d'animals, inclosos els ossos.
El concepte d'os pot funcionar com a identitat o com a afiliació, i existeix un debat en les comunitats d'ossos sobre què implica ser un os. Alguns donen gran importància a mostrar una imatge masculina clara i poden evitar o menysprear homes que es mostrin efeminats, mentre que d'altres consideren que l'acceptació i la inclusió de tot tipus de comportament són un valor important de la comunitat.
La comunitat d'ossos consisteix, principalment, en homes homosexuals o bisexuals. Tot i així, a mesura que la cultura LGTBI i l'argot han anat integrant-se en la societat moderna, a vegades s'anomena d'aquesta manera a homes que no tenen perquè formar part de la comunitat. Cada vegada més homes transgènere i aquells que evites les etiquetes de gènere i sexualitat són inclosos com a ossos. Sigui com sigui, els homes heterosexuals que han adoptat els trets físics i recolzen públicament els seus amics i familiars gais (o els seus fans gais, en cas de les celebritats) poden rebre, de manera informal, el tractament d'os «honorari». Un menor nombre de lesbianes, especialment aquelles que es mostren com a butch, també participen en la cultura ossa, referint-se a si mateixes amb l'etiqueta distintiva d'«úrsula».

## Història
A Europa, especialment després que de l'autoanomenat moviment de cuir (o leather scene, en anglès) evolucionés de la mescla de motociclistes homosexuals amb altres organitzacions en la dècada dels 70, algunes associacions masculines preferien homes barbuts i peluts. Així, a principis dels 80, a Londres apareix el grup «Beards meeting Beards» (que en català equivaldria a «Barbes coneixen barbes»). Un moviment anàleg és el que funden en 1984 Michael Zgonjanin i Henning Marburger, anomenat «Bartmänner Köln» (en català, ossos de Colònia) i que, avui dia, és el grup d'ossos més antic del món. La idea dels promotors era crear un cercle d'amics als que agradessin els homes peluts, sense veure's restringit només pel cuiro i el fetitxisme (especialment pels codis estrictes, com l'orientació fetitxista i estructures rígides d'altres clubs).
A l'inici del moviment os, alguns individus separats de la comunitat gai en general formaren clubs d'ossos, per tal de promoure relacions socials i sexuals entre ells. Alguns clubs tenien una organització social escassa, mentre que d'altres s'estructuraven al voltant de clubs de motociclistes, amb estrictes sistemes de normes, requisits de pertinença i participació en entitats benèfiques. Els clubs d'ossos sovint promocionaven grans esdeveniments anuals com el Southern HiBearNation de Melbourne, el Bear Pride i el Bear Essentials a Sydney, el Bearstock a Adelaide, el HiBearNation a St. Louis, el SF Bear Weekend, el Bear Pride de Chicago, el Texas Bear Round Up (TBRU) de Dallas o l'Orlando Bear Bash,. A nivell més proper destaquen el festival Bearcelona, que se celebrà durant més de deu anys a la capital catalana i el Bear Sitges Meeting, organitzat per l'associació Bears Sitges.
Un exemple de concurs os fou l'International Mr. Bear, que se celebrava cada febrer a l'International Bear Rendezvous de San Francisco. Atreia competidors, sovint amb títols locals, de tot el món. La primera edició tingué lloc en 1992 i la darrera en 2011. El concurs incloïa les categories «Bear» (os), «Daddy» (pare), «Cub» (osset) i «Grizzly». Aquell que rebia la major puntuació rebia el títol d'Os, independentment de la categoria a la qual pertanyés. Un altre exemple és la BeART Sitges Week, que dedica els beneficis recaudats a l'ajuda d'associacions locals i internacionals de diferents temàtiques (des de l'alfabetització o la salut infantil a l'apadrinament d'infants a Nepal o a associacions de gais malalts de VIH).
Els «leather bears» o (o ossos de cuir) gais competeixen en concursos de temàtica de cuir, mentre que els muscle bears (o ossos musculats) són una altra subcultura, caracteritzada per la seva massa muscular. En aquest sentit, la comunitat ossa s'ha estès per tot el món, amb clubs a nombrosos països. Aquests clubs sovint ofereixen l'oportunitat de relacions socials i sexuals als seus membres, que poden contribuir en les seves comunitats a través de finançament o altres funcions. Els esdeveniments ossos s'han convertit en habituals, fins i tot en ciutats petites i àrees rurals. Molts càmpings gais acostumen a incloure algun tipus d'esdeveniment d'aquest tipus durant la temporada alta.
La comunitat ossa constitueix un nínxol especial de mercat. Es poden trobar samarretes i altres accessoris tals com calendaris i pel·lícules pornogràfiques, així com revistes amb icones del moviment com Jack Radcliffe. Catalina Video té una línia de temàtica ossa, la Furry Features Series (traduïble com a «Sèrie de peluts»"). Altres empreses d'adults que elaboren material per a ossos són Bear Magazine, 100% BEEF Magazine, BearFilms, Bear, Butch Bear, Raging Stallion i Titan Media. També hi ha algunes webs socials i aplicacions per a mòbils per a la comunitat ossa.
A mesura que la comunitat ossa ha madurat, ho ha fet també la seva música i literatura, així com altres arts (no pornogràfiques) i cultura. Alguns exemples són el Bearapalooza, un festival itinerant de música ossa; Bear Bones Books, un segell LGTBI de l'editorial Lethe Press que comercialitzam obres de ficció, no ficció i poesia escrites per i per a ossos, BearRadio.net, que ofereix programes en podcast de temàtica LGTBI i ossa. Les majors quedades solen oferir un mercat d'ossos —on els artesans, els músics i d'altres ofereixen els seus productes en venda.

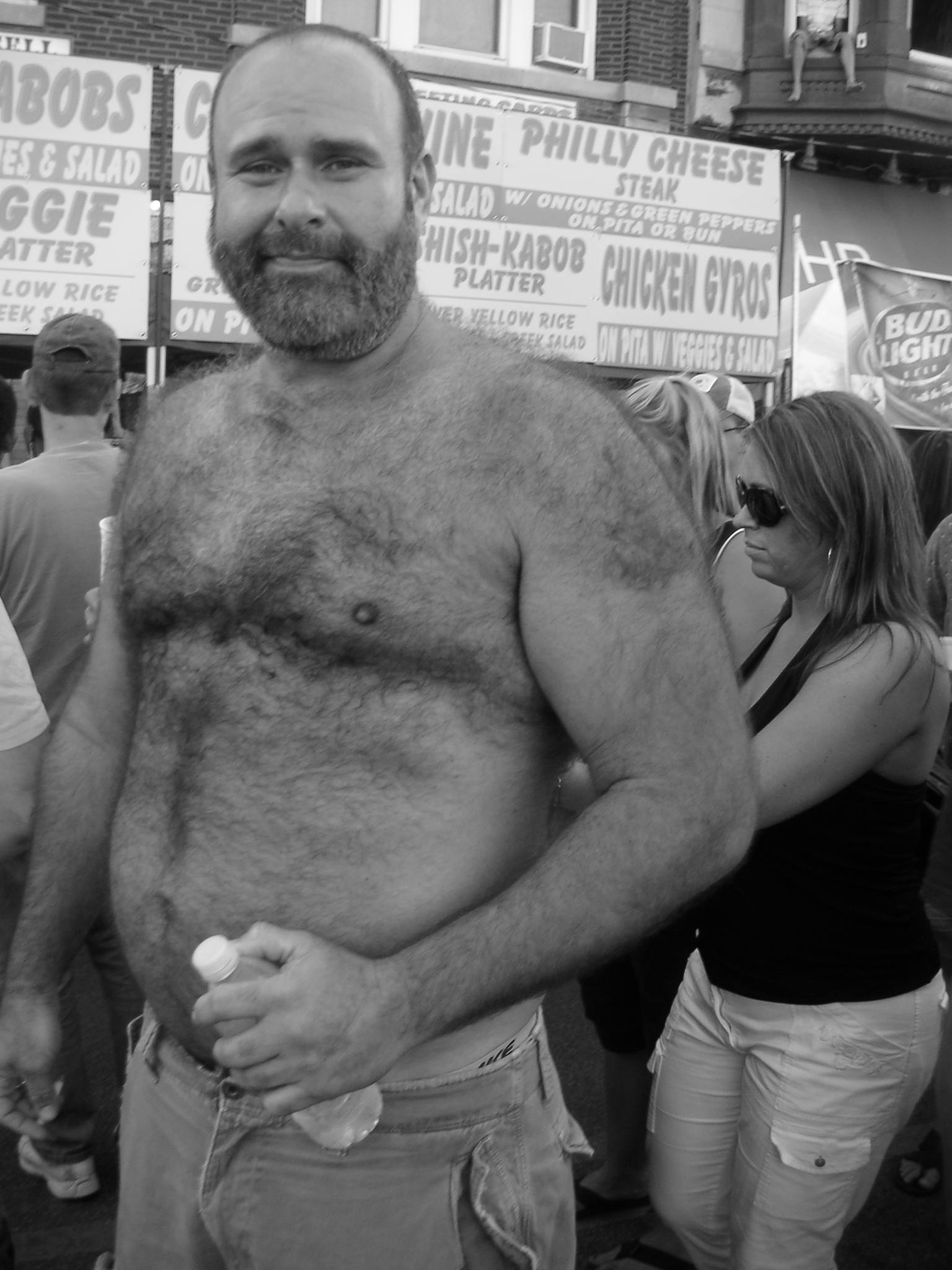
Es considera ossos als homes peluts i corpulents

Com més homes gais s'han identificat com a ossos, més bars, especialment de temàtica de cuir o «western», han esdevingut favorables a aquesta subcultura. D'altres establiments només atenen a clients d'aquest grup.

## Característiques i polèmiques
Jack Fritscher fa notar que els ossos aprecien «característiques sexuals secundaries del mascle: pèl facial i corporal, mesura proporcionada, alopècia». Durant anys, la cultura ossa s'ha subdividit. Molts es queixen de que la discriminació dins la pròpia comunitat ha crescut, de manera que alguns homes que s'identifiquen com a ossos o bé com a ossos musculats no accepten homes obesos als seus esdeveniments. Una crítica comú cap a la comunitat ossa és que alguns autodefinits ossos tendeixen a excloure altres homes que no acompleixen els seus estàndards d'«os real». El greix (o la falta d'aquest) és vista per alguns com un tema de política personal, veient en el seu sobrepès una forma d'autoacceptació. Alguns també fan notar la manca de diversitat racial en la comunitat ossa, ja que la percepció de l'home forçut com a estàndard de bellesa física masculina afavoreix genèticament als homes blancs a nivell estètic, social i sexual.

## Referències en l'art i en la cultura popular

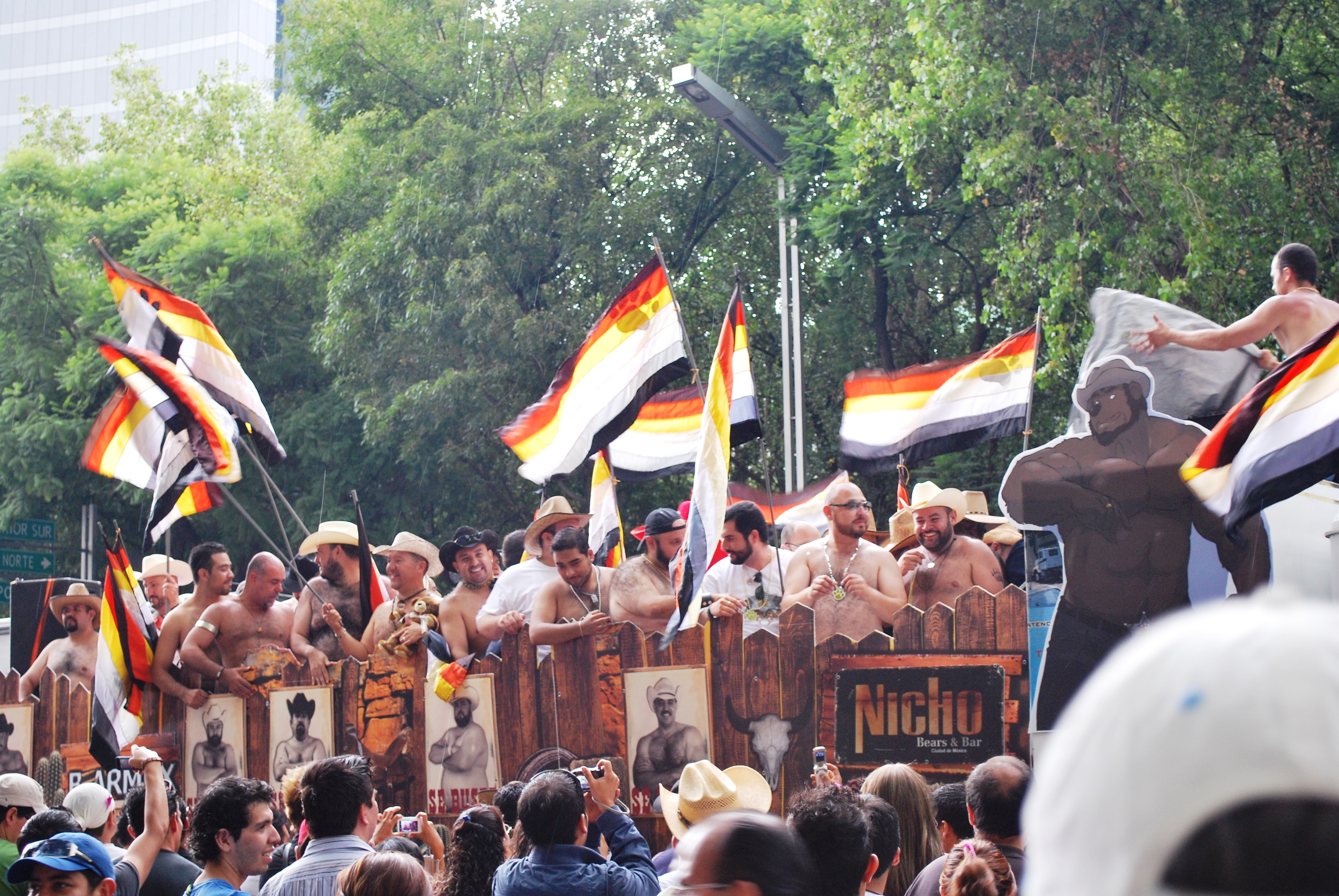
Ossos a la marxa de Ciutat de Mèxic de 2009

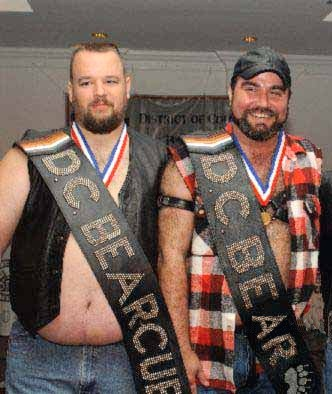
Mr. DC Bear Cub 2006 i Mr. DC Bear 2006